# Tricholoba biguttata
Tricholoba biguttata är en fjärilsart som beskrevs av Emilio Berio 1937. Tricholoba biguttata ingår i släktet Tricholoba och familjen tandspinnare. Inga underarter finns listade i Catalogue of Life.